# Omar Naber
Omar Naber (Ljubljana, 1981. július 7. –) szlovén énekes. Ő képviselte Szlovéniát a 2005-ös Eurovíziós Dalfesztiválon Kijevben Stop című dalával, majd 12 évre rá a 2017-es Eurovíziós Dalfesztiválon képviselte hazáját ismét az ukrán fővárosban az On My Way című dalával. Az első elődöntőből nem sikerült továbbjutnia, itt a 17. helyen végzett 36 ponttal.